# Wojna polsko-turecka (1683–1699)

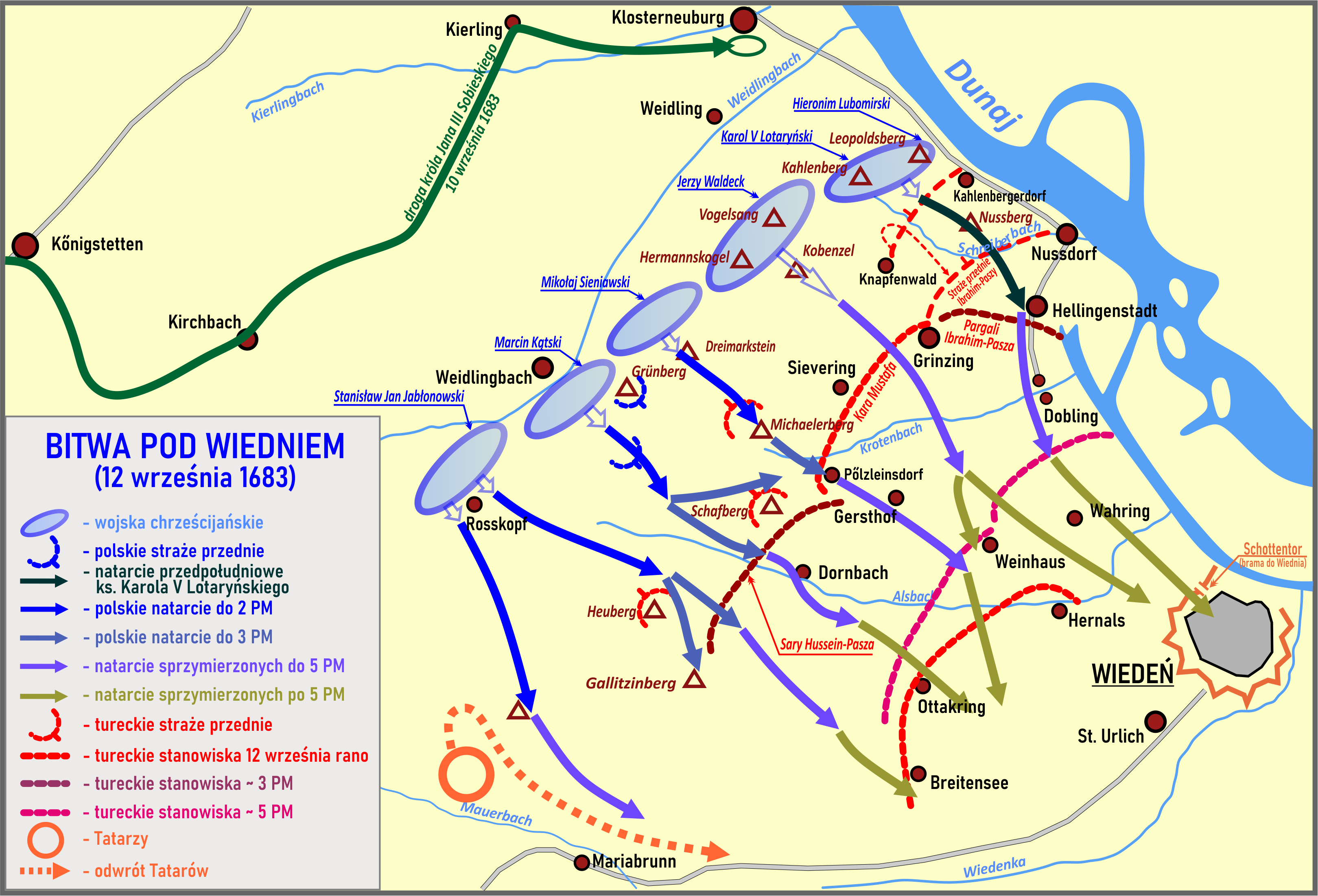

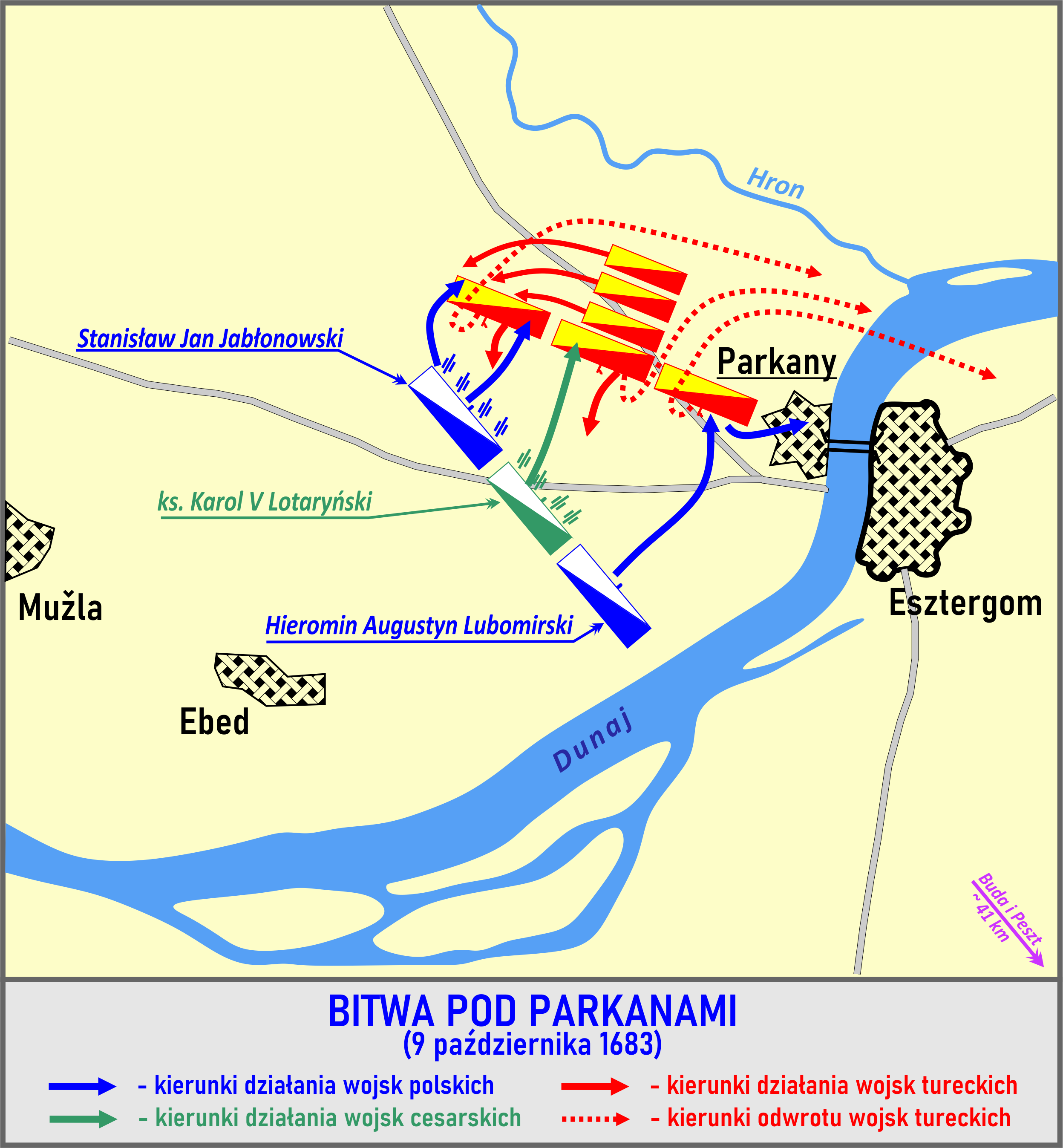

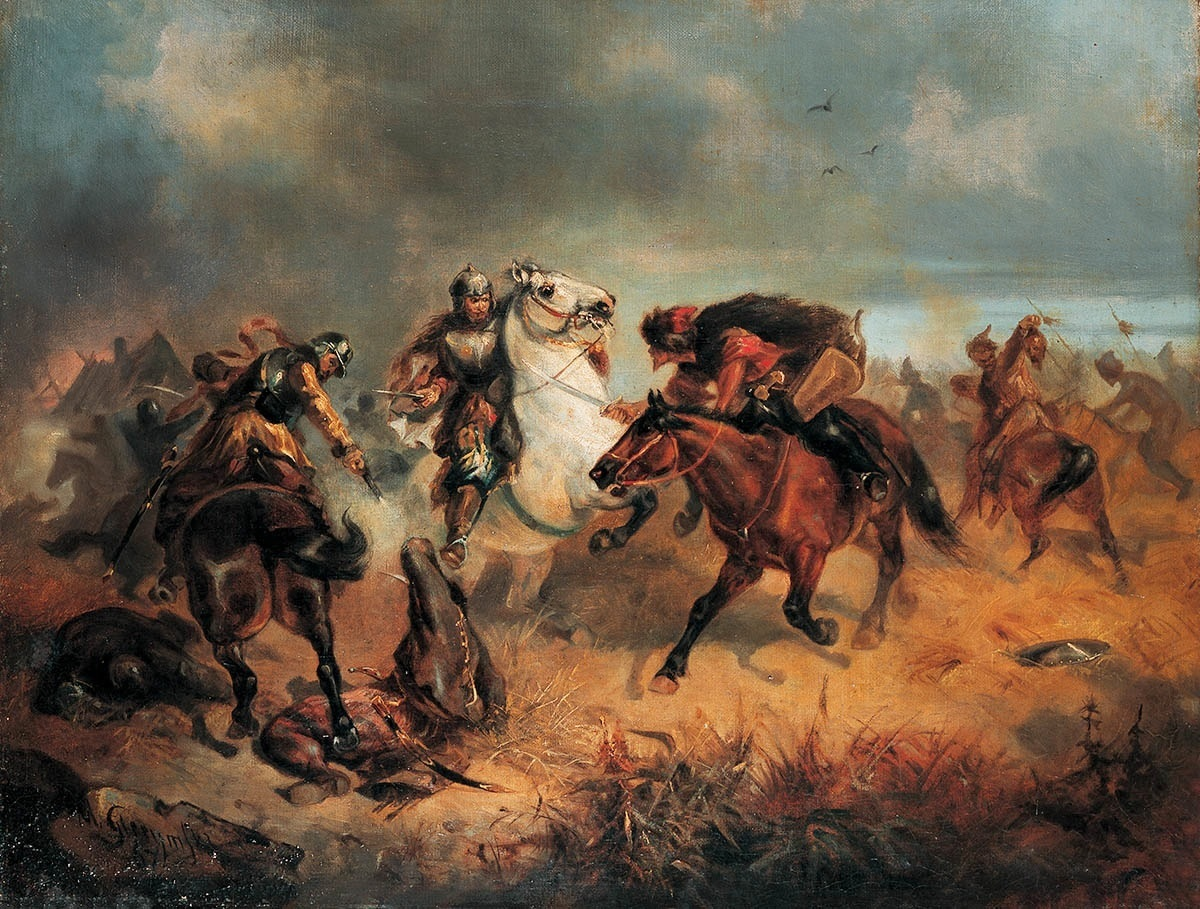
Potyczka z Tatarami (mal. Maksymilian Gierymski)

Wojna polsko-turecka w latach 1683–1699 – konflikt zbrojny pomiędzy Rzeczpospolitą i Turcją. Wojna rozpoczęła się odsieczą wiedeńską w 1683 roku, a ukończyło ją podpisanie pokoju w Karłowicach w 1699 roku, na mocy którego Rzeczpospolita odzyskała ziemie utracone w poprzedniej wojnie z Turcją z lat 1672–1676 wraz z twierdzą w Kamieńcu Podolskim.

## Ważniejsze wydarzenia wojny
- Rok 1683
  - 12 września – bitwa pod Wiedniem
  - 7–9 października – bitwy pod Parkanami
  - Działania Andrzeja Potockiego na Podolu.
  - Wyprawa Kunickiego do Mołdawii
  - Przystąpienie Polski do ligi antytureckiej
- Rok 1684
  - Nieudana wyprawa mołdawska – bitwa pod Jazłowcem
- Rok 1685
  - Wyprawa bukowińska hetmana wielkiego koronnego Stanisława Jana Jabłonowskiego – bitwa pod Bojanem oraz przy Wale Trajana
- Rok 1686
  - Kolejna wyprawa mołdawska – bitwa pod Jassami
- Rok 1687
  - Oblężenie Kamieńca Podolskiego przez wojsko pod wodzą królewicza Jakuba Ludwika Sobieskiego i hetmana Stanisława Jana Jabłonowskiego
- Rok 1688
  - Walki wojsk hetmana Jabłonowskiego – bitwa pod Smotryczem[1].
- Rok 1689
  - Wyprawa multańska hetmana Jabłonowskiego – chorągwiom husarii zostały w części odebrane kopie, jako nieprzydatne do walk z Tatarami
- Rok 1690
  - Działania wojenne na terytorium Mołdawii – zgrupowanie jazdy Nikodema Żaboklickiego zajęło Suczawę
- Rok 1691
  - Ostatnia, największa wyprawa mołdawska – kampania pod osobistym dowództwem Jana III Sobieskiego. Bitwa pod Pererytą. Obsadzenie wojskami polskimi twierdzy w Târgu Neamț i Sorokach
- Rok 1692
  - Budowa Okopów Św. Trójcy – umocnień blokujących dostawy zaopatrzenia do Kamieńca Podolskiego
- Rok 1694
  - 11 czerwca – zwycięska bitwa pod Hodowem, nazywana polskimi Termopilami, w której 400 polskich husarzy i pancernych powstrzymało najazd ok. 40 000 wojowników tatarskich.
  - 6 października – zwycięska bitwa pod Uścieczkiem stoczona przez wojska polsko-litewskie pod wodzą hetmanów Stanisława Jana Jabłonowskiego i Kazimierza Jana Sapiehy
- Rok 1695
  - Hetman Jabłonowski odparł najazd tatarski w II bitwie pod Lwowem
- Rok 1696
  - 17 czerwca – zmarł Jan III. Konfederacja niepłatnego wojska koronnego została zawiązana z podszeptu Potockich i Lubomirskich w celu osłabienia pozycji hetmana Jabłonowskiego
- Rok 1697
  - Królem polskim został August II Mocny
- Rok 1698
  - czerwiec-wrzesień – Ostatnia kampania tej wojny połączonych wojsk polsko-litewsko-saskich, w wyniku problemów zaopatrzeniowych i braku odpowiedniej artylerii kampania zakończyła się bez wyjścia poza terytorium Rzeczpospolitej.
  - 8–9 września – Bitwa pod Podhajcami zakończona skuteczną obroną wobec uderzeń tatarskich, stoczona pod dowództwem hetmana polnego koronnego Feliksa Kazimierza Potockiego.
- Rok 1699
  - 26 stycznia – Zawarcie pokoju w Karłowicach między Państwami Ligi Świętej a Turcją. W wyniku ustaleń Kamieniec Podolski i Ukraina Prawobrzeżna zostają włączone w skład Rzeczpospolitej. Rzeczpospolita wycofuje swoje wojska z Mołdawii.
  - luty – Najazd tatarski na terytorium Rzeczypospolitej (rozpoczęty już po podpisaniu traktatu karłowickiego i zakończony kilka dni przed terminem wejścia w życie ustaleń traktatu) i II bitwa pod Martynowem.

## Ważniejsze postaci tej wojny
- Marcin Kazimierz Kątski
- Stanisław Jan Jabłonowski
- Hieronim Augustyn Lubomirski
- Mikołaj Hieronim Sieniawski
- Adam Mikołaj Sieniawski
- Stanisław Mateusz Rzewuski
- Józef Bogusław Słuszka
- Jan III Sobieski